# Фицджеральд, Том (футбольный тренер)
Том Фицджеральд (англ. Tom Fitzgerald; 14 марта 1951, Лейк-Льюзерн, штат Нью-Йорк — 4 декабря 2004, Тампа, штат Флорида) — американский футбольный тренер.

## Биография
Фицджеральд играл в футбол в Общественном колледже Хадсон-Валли в Трое, штат Нью-Йорк. Затем перевёлся в Южно-Флоридский университет, который окончил со степенью бакалавра в 1974 году.
Свой первый тренерский опыт Фицджеральд получил в Старшей школе иезуитов в Тампе, штат Флорида, в 1978—1981 годах, приведя школьную команду к двум чемпионским титулам округа.
В 1981 году Фицджеральд получил должность ассистента главного тренера в футбольной команде Университета Тампы, а в 1987 году стал главным тренером команды. Привёл «Тампа Спартанз» к пяти титулам чемпиона Конференции солнечного штата и к победе в национальном чемпионате второго дивизиона Национальной ассоциации студенческого спорта в 1994 году.
В 1990—1994 годах также был ассистентом главного тренера второй сборной США.
В январе 1996 года Фицджеральд вошёл в тренерский штаб клуба «Коламбус Крю» из новообразованной MLS в качестве ассистента главного тренера Тимо Лиекоски. После отставки Ликоски 2 августа 1996 года Фицджеральду было поручено временно исполнять обязанности главного тренера. После того как «Крю» выиграл девять из последних десяти матчей регулярного чемпионата сезона, 24 октября 1996 года он возглавил клуб на постоянной основе. Под его руководством «Крю» вышел в финал Открытого кубка США 1998, где проиграл «Чикаго Файр». 17 мая 2001 года, после того как из первых шести матчей сезона клуб выиграл только один и ещё два свёл вничью, Фицджеральд был уволен из «Коламбус Крю».
Фицджеральд вернулся в студенческий футбол, 5 марта 2002 года став главным тренером команды Калифорнийского университета в Лос-Анджелесе. В своём первом сезоне в «Ю-си-эл-эй Брюинз», в 2002 году, привёл команду к чемпионству в первом дивизионе NCAA.
В январе 2004 года Фицджеральд покинул Калифорнийский университет в Лос-Анджелесе и вернулся в Университет Тампы, выразив желание быть ближе к своей семье.
Утром 4 декабря 2004 года Фицджеральд ехал в Брейдентон по делам рекрутинга, когда его Harley-Davidson столкнулся с Lincoln Aviator. Его доставили в больницу в Тампе, где он скончался спустя несколько часов.
Памятный камень в честь Фицджеральда был установлен на «Коламбус Крю Стэдиум» в 2005 году.